# Aston Villa Football Club 2001-2002
Questa pagina raccoglie i dati riguardanti l'Aston Villa Football Club nelle competizioni ufficiali della stagione 2001-2002.

## Stagione
Nella stagione 2001-2002 i Villans raggiunsero l'ottava posizione in Premier League. Capocannoniere della stagione fu Juan Pablo Ángel con 12 goal.

## Rosa
| N. |                        | Ruolo | Calciatore       |
| -- | ---------------------- | ----- | ---------------- |
| 1  | Danimarca (bandiera)   | P     | Peter Schmeichel |
| 2  | Galles (bandiera)      | D     | Mark Delaney     |
| 3  | Inghilterra (bandiera) | D     | Alan Wright      |
| 4  | Svezia (bandiera)      | D     | Olof Mellberg    |
| 5  | Turchia (bandiera)     | D     | Alpay Özalan     |
| 6  | Paesi Bassi (bandiera) | C     | George Boateng   |
| 7  | Inghilterra (bandiera) | C     | Ian Taylor       |
| 8  | Colombia (bandiera)    | A     | Juan Pablo Ángel |
| 9  | Inghilterra (bandiera) | A     | Dion Dublin      |
| 10 | Inghilterra (bandiera) | C     | Paul Merson      |
| 11 | Irlanda (bandiera)     | D     | Steve Staunton   |
| 12 | Finlandia (bandiera)   | P     | Peter Enckelman  |
| 13 | Inghilterra (bandiera) | P     | Boaz Myhill      |
| 14 | Francia (bandiera)     | A     | David Ginola     |

| N. |                        | Ruolo | Calciatore          |
| -- | ---------------------- | ----- | ------------------- |
| 15 | Inghilterra (bandiera) | C     | Gareth Barry        |
| 16 | Inghilterra (bandiera) | A     | Peter Crouch        |
| 17 | Inghilterra (bandiera) | C     | Lee Hendrie         |
| 18 | Inghilterra (bandiera) | C     | Steve Stone         |
| 19 | Croazia (bandiera)     | A     | Boško Balaban       |
| 20 | Marocco (bandiera)     | C     | Mustapha Hadji      |
| 21 | Germania (bandiera)    | C     | Thomas Hitzlsperger |
| 22 | Inghilterra (bandiera) | A     | Darius Vassell      |
| 23 | Inghilterra (bandiera) | A     | Stefan Moore        |
| 25 | Inghilterra (bandiera) | D     | Jon Bewers          |
| 29 | Inghilterra (bandiera) | D     | Stephen Cooke       |
| 30 | Marocco (bandiera)     | C     | Hassan Kachloul     |
| 31 | Inghilterra (bandiera) | D     | Jlloyd Samuel       |